# الخلافات السياسية بين الصحابة (كتاب)
كتاب الخلافات السياسية بين الصحابة رسالة في مكانة الأشخاص وقدسية المبادئ صدر الكتاب أول مرة عن مركز الراية للتنمية الفكرية في دمشق وجدة وهو من تأليف الكاتب والمحلل السياسي الموريتاني محمد بن المختار الشنقيطي محرر مجلة الفقه السياسي.

## عن هذا الكتاب
تقديم الناشر:
- تصدير يوسف القرضاوي للكتاب:«هذه الفترة التاريخية الحسَّاسة -فترة الخلافات السياسية بين الصحابة- في حاجة إلى أقلام جادَّة مؤمنة، متَّصفة بالعلم والعدل، لا بالجهل والظلم وابتاع الهوى.. تضعها على مشرحة التحليل والبحث الموضوعي والمنهج العلمي... وهو ما تصدَّى له بجدارة: ابننا النجيب، محمد بن المختار الشنقيطي، ولديه من الأدوات العقليَّة والعلميَّة والمنهجيَّة ما يؤهله لذلك: من الوعي التاريخي، والمعرفة الإنسانية، والحس النقدي، والعلم الشرعي.[3]»
- تقديم راشد الغنوشي للكتاب:«بدأت القراءة قياماً بواجب الأخوة، استجابة لطلب كريم من الأستاذ المؤلف، إذ اختصَّني بشرق تقديم مؤلَّفه إلى القراء، ولكني ما إن مضيت في القراءة بضع صفحات -مستحباً نية القيام بالواجب- حتى تحولت القراءة مقصداً بذاتها، أو قُل لما تسكبُه في النفس من لذّة روحية مع كل صفحة، بل مع كل فقرة ترتشفها من هذا المعين المعرفي الصافي.[3]»

## الوصلات الخارجية
- الخلافات السياسية بين الصحابة كتاب الشهر، عرض ونقد، موقع الدرر السنية.
- قراءة في كتاب الخلافات السياسية بين الصحابة موقع هسبريس
- الخلافات السياسية بين الصحابة موقع الجزيرة، معرفة، كتب.